# UEFA Futsal Champions League 2021-2022 - Turno principale

## Sorteggio
Il sorteggio per il turno principale si è tenuto il 30 agosto alle 16:00 CEST a Nyon. Nel percorso A, che vede la presenza dei campioni in carica e delle squadre dalla prima alla undicesima e dalla sedicesima alla diciannovesima del ranking, si qualificano le prime 3 classificate di ogni girone, mentre nel percorso B, che comprende le squadre dalla dodicesima alla quindicesima, dalla ventesima alla ventiduesima e quelle provenienti dal turno preliminare, solo le prime di ogni girone avanzano al turno élite.
Nel percorso A le squadre erano divise in 4 fasce, relative alla propria posizione nel ranking. Il sorteggio del percorso A prevedeva la presenza di 5 urne, una per ogni fascia più una contenente le squadre ospitanti, che sono state sorteggiate separatamente e allocate nella posizione relativa alla propria fascia di appartenenza. Ogni girone vede quindi una squadra per ogni fascia.
Nel percorso B le squadre erano divise in 3 fasce relative alla propria posizione nel ranking. Il sorteggio del percorso B prevedeva la presenza di 4 urne, una per ogni fascia più una contenente le squadre ospitanti, che sono state sorteggiate separatamente e allocate nella posizione relativa alla propria fascia di appartenenza. Ogni girone vedrà quindi la presenza di una squadra per ognuna delle prime due fasce e due squadre dell'ultima fascia. Squadre provenienti dalla stessa federazione potevano incontrarsi in questo turno. Come deciso dal Comitato Esecutivo dell'UEFA non potevano incontrarsi in questo turno squadre provenienti da Kosovo e Serbia, Kosovo e Bosnia ed Erzegovina o Armenia e Azerbaigian.
| Percorso A                                                                                             | Percorso A               | Percorso A               | Percorso A                     | Percorso A                                           |
| Urna 1 (ospitanti)                                                                                     | Urna 2 (posizione 4)     | Urna 3 (posizione 3)     | Urna 4 (posizione 2)           | Urna 5 (posizione 1)                                 |
| --- | ------------------------ | ------------------------ | ------------------------------ | ---------------------------------------------------- |
| - - Dobovec (posizione 2) - Žalgiris (posizione 3) - Italservice (posizione 3) - Lučenec (posizione 4) | - - ACCS - Plzeň - Viten | - - Atyraý - Halle-Gooik | - - Levante - Tjumen' - Sinara | - - Sporting Lisbona - Barcellona - Qairat - Benfica |

| Percorso B                                                                                              | Percorso B                                                                                            | Percorso B           | Percorso B                               | Percorso B |
| Urna 1 (ospitanti)                                                                                      | Urna 2 (posizioni 4 e 3)                                                                              | Urna 3 (posizione 2) | Urna 4 (posizione 1)                     |            |
| --- | --- | -------------------- | ---------------------------------------- | ---------- |
| - - Olmissum (posizione 1) - Mostar-SG (posizione 1) - Uragan (posizione 2) - St. Andrews (posizione 2) | - - Araz Naxçıvan - Haladás - FON Banjica - KaDy - Liqeni - Dinamo Chișinău - Hammarby - Diamant Linz | - - Hovocubo - Leo   | - - Rekord Bielsko-Biała - United Galați |            |

## Risultati
Le gare si svolgeranno tra il 26 e il 31 ottobre. Gli orari delle partite fino al 30 ottobre sono CEST, successivamente sono CET, come indicato dall'UEFA. Gli orari locali, se differenti, sono indicati tra parentesi.

### Percorso A

#### Gruppo 1
| Squadra     | P.ti | G | V | N | P | GF | GS | DR  |
| ----------- | ---- | - | - | - | - | -- | -- | --- |
| Benfica     | 9    | 3 | 3 | 0 | 0 | 17 | 3  | +14 |
| Sinara      | 6    | 3 | 2 | 0 | 1 | 5  | 5  | 0   |
| Halle-Gooik | 3    | 3 | 1 | 0 | 2 | 8  | 4  | +4  |
| Lučenec (H) | 0    | 3 | 0 | 0 | 3 | 2  | 20 | -18 |

| Arbitri: | Grigori Ošomkov Trayan Enchev Norbert Szilágyi |
| Crono:   | Ladislav Angyal                                |

|                             |           |                  |
| Arthur 0'59'’ Henmi 13'33'’ | Marcatori | 24'05'’ Jelovčić |

| Arbitri: | Nicola Manzione Norbert Szilágyi Trayan Enchev |
| Crono:   | Ladislav Angyal                                |

|                                               |           |  |
| Abramov 14'03'’, 39'13'’ (rig.) Demin 23'30'’ | Marcatori |  |

| Arbitri: | Trayan Enchev Nicola Manzione Grigori Ošomkov |
| Crono:   | Ladislav Angyal                               |

|                |           |                                                                        |
| Sokolov 7'18'’ | Marcatori | 8'29'’, 33'33'’ Tayebi 25'51'’ Robinho 26'40'’ Ferreira 33'56'’ Rômulo |

| Arbitri: | Norbert Szilágyi Grigori Ošomkov Nicola Manzione |
| Crono:   | Ladislav Angyal                                  |

|                |           |                                                                                       |
| Marton 24'20'’ | Marcatori | 8'46'’ Diogo 23'46'’, 39'01'’ Roninho 27'54'’ Grello 32'17'’, 34'00'’, 35'30'’ Borges |

| Arbitri: | Nicola Manzione Grigori Ošomkov Norbert Szilágyi |
| Crono:   | Ladislav Angyal                                  |

|  |           |                   |
|  | Marcatori | 24'09'’ Gerasimov |

| Arbitri: | Trayan Enchev Norbert Szilágyi Grigori Ošomkov |
| Crono:   | Ladislav Angyal                                |

|                |           | |
| Serbin 29'05'’ | Marcatori | 8'44'’, 35'31'’ Čiškala 15'12'’ Rômulo 15'50'’ Nílson Miguel 18'13'’ Jacaré 21'01'’ Robinho 22'13'’ Fits 34'57'’ Cintra 36'51'’ Ferreira 37'33'’ Jesus |

#### Gruppo 2
| Squadra          | P.ti | G | V | N | P | GF | GS | DR  |
| ---------------- | ---- | - | - | - | - | -- | -- | --- |
| Sporting Lisbona | 9    | 3 | 3 | 0 | 0 | 18 | 5  | +13 |
| ACCS             | 6    | 3 | 2 | 0 | 1 | 14 | 8  | +6  |
| Dobovec (H)      | 3    | 3 | 1 | 0 | 2 | 7  | 12 | -5  |
| Atyraý           | 0    | 3 | 0 | 0 | 3 | 2  | 16 | -14 |

| Arbitri: | Juan Boelen Iurii Neverov Besar Beqiri |
| Crono:   | Azra Ahmetovic                         |

|                                                                    |           |                                         |
| Erick 1'22'’ Cavinato 29'24'’ (rig.) Guitta 32'42'’ Merlim 35'27'’ | Marcatori | 1'34'’ El Mesrar 28'35'’, 30'39'’ Touré |

| Arbitri: | Ingus Puriņš Besar Beqiri Iurii Neverov |
| Crono:   | Azra Ahmetovic                          |

|                      |           |                              |
| Erick Danilo 37'44'’ | Marcatori | 29'16'’ Duščak 34'37'’ Čujec |

| Arbitri: | Besar Beqiri Juan Boelen Ingus Puriņš |
| Crono:   | Azra Ahmetovic                        |

|               |           | |
| Fukin 23'35'’ | Marcatori | 2'33'’, 29'30'’ Cavinato 3'08'’ Zicky Té 9'58'’ João Matos 17'41'’ Tiago Macedo 24'35'’ Caio Ruiz 31'18'’ Waltinho 32'54'’ B. Paçó |

| Arbitri: | Iurii Neverov Ingus Puriņš Juan Boelen |
| Crono:   | Azra Ahmetovic                         |

|                                                       |           |                                                                          |
| Matošević 2'45'’ Čujec 13'05'’, 37'17'’ Perić 26'17'’ | Marcatori | 6'38'’ Mouhoudine 7'13'’ Lutin 7'49'’ El Mesrar 36'24'’, 36'53'’ Bakkali |

| Arbitri: | Juan Boelen Besar Beqiri Ingus Puriņš |
| Crono:   | Azra Ahmetovic                        |

|                                                                                            |           |  |
| Rodriguinho 3'40'’ Touré 16'24'’ Lutin 19'05'’ Bakkali 31'44'’, 33'05'’ Mouhoudine 33'21'’ | Marcatori |  |

| Arbitri: | Iurii Neverov Ingus Puriņš Besar Beqiri |
| Crono:   | Azra Ahmetovic                          |

|               |           |                                                                                                 |
| Novak 23'32'’ | Marcatori | 0'12'’, 16'57'’ Cavinato 6'51'’ Caio Ruiz 22'20'’ Guitta 27'50'’ Waltinho 35'48'’ Miguel Ângelo |

#### Gruppo 3
| Squadra      | P.ti | G | V | N | P | GF | GS | DR  |
| ------------ | ---- | - | - | - | - | -- | -- | --- |
| Barcellona   | 9    | 3 | 3 | 0 | 0 | 21 | 4  | +17 |
| Levante      | 4    | 3 | 1 | 1 | 1 | 8  | 12 | -4  |
| Viten        | 2    | 3 | 0 | 2 | 1 | 6  | 10 | -4  |
| Žalgiris (H) | 1    | 3 | 0 | 1 | 2 | 5  | 14 | -9  |

| Arbitri: | Vedran Babic Aleš Mocnik Peric Yaroslav Vovchok |
| Crono:   | Šarūnas Tamulynas                               |

|                                                                  |           |                |
| Pito 3'19'’, 8'16'’, 11'29'’ Povill 14'34'’ A. Fernández 38'30'’ | Marcatori | 30'16'’ Lazyuk |

| Arbitri: | Tomasz Frak Yaroslav Vovchok Aleš Mocnik Peric |
| Crono:   | Šarūnas Tamulynas                              |

|                                                             |           |                 |
| Lemos 1'05'’ Rescia 6'20'’ Rivillos 15'13'’ Serrano 25'43'’ | Marcatori | 38'32'’ Vitinho |

| Arbitri: | Yaroslav Vovchok Vedran Babic Tomasz Frak |
| Crono:   | Šarūnas Tamulynas                         |

|                                     |           | |
| Araça 23'00'’ Povill 36'31'’ (aut.) | Marcatori | 0'55'’ A. Fernández 2'10'’ Ferrão 14'21'’ (aut.) Serrano 15'42'’ Rodrigues 19'21'’ Lozano 23'44'’ Pito 25'32'’ Ortiz 31'44'’ Povill 32'13'’ Plana |

| Arbitri: | Aleš Mocnik Peric Tomasz Frak Vedran Babic |
| Crono:   | Šarūnas Tamulynas                          |

|                                            |           |                                              |
| Bolo 21'06'’ Vitinho 21'53'’ Alves 22'24'’ | Marcatori | 6'14'’ Yakubov 27'33'’ Ros 32'32'’ Peremitin |

| Arbitri: | Tomasz Frak Yaroslav Vovchok Aleš Mocnik Peric |
| Crono:   | Šarūnas Tamulynas                              |

|                            |           |                               |
| Ros 12'15'’ Rabyko 26'32'’ | Marcatori | 2'18'’ Rescia 29'48'’ Cardoso |

| Arbitri: | Vedran Babic Aleš Mocnik Peric Yaroslav Vovchok |
| Crono:   | Šarūnas Tamulynas                               |

|             |           |                                                                                            |
| Bolo 2'39'’ | Marcatori | 8'14'’ A. Coelho 10'53'’, 12'44'’, 23'28'’ Lozano 20'07'’, 28'17'’ Rodrigues 25'07'’ Ortiz |

#### Gruppo 4
| Squadra         | P.ti | G | V | N | P | GF | GS | DR |
| --------------- | ---- | - | - | - | - | -- | -- | -- |
| Qairat          | 5    | 3 | 1 | 2 | 0 | 9  | 8  | +1 |
| Plzeň           | 4    | 3 | 1 | 1 | 1 | 6  | 7  | -1 |
| Tjumen'         | 4    | 3 | 1 | 1 | 1 | 6  | 6  | 0  |
| Italservice (H) | 3    | 3 | 1 | 0 | 2 | 8  | 8  | 0  |

| Arbitri: | Vasilios Christodoulis Vlad Nicolae Ciobanu Murat Colak |
| Crono:   | Giovanni Zannola                                        |

|                                                         |           |                                           |
| Douglas Júnior 16'00'’ Akbalikov 21'50'’ Favero 26'01'’ | Marcatori | 22'19'’ Holý 28'59'’ Seidler 37'33'’ Vnuk |

| Arbitri: | Javier Moreno Reina Murat Colak Vlad Nicolae Ciobanu |
| Crono:   | Giovanni Zannola                                     |

|                                          |           |                         |
| Sokolov 8'07'’ Antoškin 21'29'’, 26'13'’ | Marcatori | 5'39'’, 33'17'’ Taborda |

| Arbitri: | Murat Colak Vasilios Christodoulis Javier Moreno Reina |
| Crono:   | Giovanni Zannola                                       |

|                                                     |           |                                               |
| Abramovič 6'10'’ Antoškin 10'21'’ Lazarević 12'55'’ | Marcatori | 7'44'’ Tūrsağūlov 30'28'’ Edson 34'40'’ Vitão |

| Arbitri: | Vlad Nicolae Ciobanu Javier Moreno Reina Vasilios Christodoulis |
| Crono:   | Giovanni Zannola                                                |

|                                                                         |           |                              |
| De Oliveira 2'43'’ Seidler 17'57'’ (aut.) Canal 23'05'’ Fortini 33'51'’ | Marcatori | 16'29'’ Rick 39'56'’ Rešetár |

| Arbitri: | Vlad Nicolae Ciobanu Vasilios Christodoulis Murat Colak |
| Crono:   | Giovanni Zannola                                        |

|                 |           |  |
| Seidler 35'34'’ | Marcatori |  |

| Arbitri: | Javier Moreno Reina Murat Colak Vasilios Christodoulis |
| Crono:   | Giovanni Zannola                                       |

|                                     |           |                                            |
| Tonidandel 7'20'’ Ja. Salas 34'02'’ | Marcatori | 17'54'’, 27'20'’ Tūrsağūlov 34'51'’ Favero |

### Percorso B

#### Gruppo 5
| Squadra              | P.ti | G | V | N | P | GF | GS | DR |
| -------------------- | ---- | - | - | - | - | -- | -- | -- |
| Haladás              | 9    | 3 | 3 | 0 | 0 | 16 | 9  | +7 |
| Rekord Bielsko-Biała | 4    | 3 | 1 | 1 | 1 | 11 | 7  | +4 |
| St. Andrews (H)      | 4    | 3 | 1 | 1 | 1 | 6  | 9  | -3 |
| Hammarby             | 0    | 3 | 0 | 0 | 3 | 8  | 16 | -8 |

| Arbitri: | Jan Kresta David Schaerli Carl Hughes |
| Crono:   | Andrea Naudi                          |

| |           |                               |
| Popławski 8'22'’ (rig.) Budniak 18'11'’ Kubik 21'11'’, 31'32'’ Leszczak 25'09'’ Ribeiro 32'35'’ Surmiak 36'59'’ | Marcatori | 5'53'’ Yasar 23'07'’ Pahlevan |

| Arbitri: | Grigori Zelentsov Carl Hughes David Schaerli |
| Crono:   | Andrea Naudi                                 |

|                                                                             |           |                              |
| Dróth 3'19'’, 23'01'’ H. Souza 6'12'’, 17'54'’ Longo 7'36'’ (rig.), 29'07'’ | Marcatori | 9'14'’ Vevé 12'03'’ Maikinho |

| Arbitri: | Carl Hughes Jan Kresta Grigori Zelentsov |
| Crono:   | Andrea Naudi                             |

|                                                  |           |                                            |
| Sipos 16'35'’ Dróth 26'44'’, 29'34'’ Vas 29'51'’ | Marcatori | 27'39'’ Budniak 31'15'’ Kubik 32'50'’ Biel |

| Arbitri: | David Schaerli Grigori Zelentsov Jan Kresta |
| Crono:   | Andrea Naudi                                |

|                                                                  |           |                           |
| Almendra 22'24'’ (aut.) Hebberth Bolt 29'51'’ Jean Costa 38'19'’ | Marcatori | 3'04'’ Malki 23'03'’ Diaz |

| Arbitri: | David Schaerli Carl Hughes Jan Kresta |
| Crono:   | Andrea Naudi                          |

|                                                                                 |           | |
| Al Maliki 19'32'’ Gerencsér 22'07'’ (aut.) Li. Makolli 25'30'’ Homquist 30'17'’ | Marcatori | 16'22'’ Vatamaniuc-Bartha 17'18'’ Longo 17'38'’ Vas 20'12'’ Hajmási 21'57'’ Kovács 23'53'’ Gerencsér |

| Arbitri: | Grigori Zelentsov Jan Kresta Carl Hughes |
| Crono:   | Andrea Naudi                             |

|                       |           |                |
| Hebberth Bolt 25'05'’ | Marcatori | 7'43'’ Surmiak |

#### Gruppo 6
| Squadra       | P.ti | G | V | N | P | GF | GS | DR |
| ------------- | ---- | - | - | - | - | -- | -- | -- |
| Uragan (H)    | 9    | 3 | 3 | 0 | 0 | 11 | 2  | +9 |
| Araz Naxçıvan | 4    | 3 | 1 | 1 | 1 | 12 | 11 | +1 |
| Liqeni        | 4    | 3 | 1 | 1 | 1 | 13 | 17 | -4 |
| United Galați | 0    | 3 | 0 | 0 | 3 | 7  | 13 | -6 |

| Arbitri: | Ozan Soykan Cristiano Santos Dejan Veselic |
| Crono:   | Denys Kutsyi                               |

|                                                       |           |                                                                                                  |
| Daniel Araujo 18'38'’, 19'36'’, 21'19'’ Cires 32'29'’ | Marcatori | 9'12'’ Ismaili 13'45'’, 37'48'’ Sanchez Nagles 15'40'’ Shkodra 22'57'’ (aut.) Lucas 26'26'’ Diaz |

| Arbitri: | Josip Barton Dejan Veselic Cristiano Santos |
| Crono:   | Denys Kutsyi                                |

|                               |           |                  |
| Shved 9'46'’ Fareniuk 15'04'’ | Marcatori | 29'29'’ Çovdarov |

| Arbitri: | Dejan Veselic Ozan Soykan Josip Barton |
| Crono:   | Denys Kutsyi                           |

|                                                                                  |           |                                        |
| Dos Santos 3'30'’, 35'38'’ Maneca 5'20'’ Murilo Borges 19'43'’ Felipinho 36'50'’ | Marcatori | 6'58'’, 16'48'’, 36'37'’ Daniel Araujo |

| Arbitri: | Cristiano Santos Josip Barton Ozan Soykan |
| Crono:   | Denys Kutsyi                              |

| |           |                        |
| Fareniuk 0'25'’, 22'04'’ Abakshyn 3'01'’, 32'02'’ Onufrak 19'03'’ (rig.) Myko. Hrycyna 19'27'’ Koval 39'10'’ | Marcatori | 35'28'’ Sanchez Nagles |

| Arbitri: | Cristiano Santos Josip Barton Ozan Soykan |
| Crono:   | Denys Kutsyi                              |

|                                                                                             |           |                                                                                           |
| Shq. Brahimi 12'05'’, 33'58'’ Uka 18'52'’ (rig.) Shkodra 25'54'’ Abril 35'25'’ Diaz 39'07'’ | Marcatori | 6'18'’, 24'30'’ Atayev 9'09'’ Felipinho 9'41'’ Maneca 11'15'’ Çovdarov 22'49'’ Dos Santos |

| Arbitri: | Dejan Veselic Ozan Soykan Josip Barton |
| Crono:   | Denys Kutsyi                           |

|                           |           |  |
| Fareniuk 25'05'’, 33'44'’ | Marcatori |  |

#### Gruppo 7
| Squadra      | P.ti | G | V | N | P | GF | GS | DR  |
| ------------ | ---- | - | - | - | - | -- | -- | --- |
| Olmissum (H) | 9    | 3 | 3 | 0 | 0 | 14 | 1  | +13 |
| FON Banjica  | 3    | 3 | 1 | 0 | 2 | 12 | 7  | +5  |
| Leo          | 3    | 3 | 1 | 0 | 2 | 7  | 12 | -5  |
| Diamant Linz | 3    | 3 | 1 | 0 | 2 | 6  | 19 | -13 |

| Arbitri: | Julien Lang Viktor Bugenko Antonios Adamopoulos |
| Crono:   | Mario Budimir                                   |

|                                                     |           |                                                                  |
| Manukian 13'37'’, 34'54'’ Galstyan 36'46'’, 38'43'’ | Marcatori | 8'18'’ Felić 11'01'’ Husić 13'25'’, 20'27'’ Skrgić 38'18'’ Mizić |

| Arbitri: | Ibrahim El Jilali Antonios Adamopoulos Viktor Bugenko |
| Crono:   | Mario Budimir                                         |

|                                                  |           |                       |
| Sekulić 4'31'’ Postružin 24'08'’ Perišić 39'59'’ | Marcatori | 38'41'’ Milosavljevic |

| Arbitri: | Antonios Adamopoulos Julien Lang Ibrahim El Jilali |
| Crono:   | Mario Budimir                                      |

|                                   |           |                                                      |
| Rajčević 21'53'’ Pavlović 27'06'’ | Marcatori | 21'29'’ Manukian 22'12'’ Dermenjyan 27'17'’ Galstyan |

| Arbitri: | Viktor Bugenko Ibrahim El Jilali Julien Lang |
| Crono:   | Mario Budimir                                |

|                                                                                           |           |  |
| Sekulić 4'57'’ Hrstić 8'51'’, 10'19'’ Kolobarić 27'22'’ Juretić 32'18'’ Postružin 36'50'’ | Marcatori |  |

| Arbitri: | Antonios Adamopoulos Viktor Bugenko Julien Lang |
| Crono:   | Mario Budimir                                   |

|                   |           | |
| Nuhanovic 29'17'’ | Marcatori | 6'59'’ Lazić 11'34'’, 16'05'’ Radovanović 18'14'’ Ramić 19'12'’, 35'45'’ Milosavljevic 21'54'’ Krasnić 33'05'’ Rajčević 39'35'’ Petrašević |

| Arbitri: | Ibrahim El Jilali Julien Lang Viktor Bugenko |
| Crono:   | Mario Budimir                                |

|                                                                               |           |  |
| Horvat 16'42'’ Jurlina 24'38'’, 31'40'’ Hrstić 27'15'’ Juretić 31'01'’ (rig.) | Marcatori |  |

#### Gruppo 8
| Squadra         | P.ti | G | V | N | P | GF | GS | DR  |
| --------------- | ---- | - | - | - | - | -- | -- | --- |
| Hovocubo        | 7    | 3 | 2 | 1 | 0 | 11 | 3  | +8  |
| KaDy            | 5    | 3 | 1 | 2 | 0 | 12 | 4  | +8  |
| Mostar-SG (H)   | 4    | 3 | 1 | 1 | 1 | 11 | 8  | +3  |
| Dinamo Chișinău | 0    | 3 | 0 | 0 | 3 | 4  | 23 | -19 |

| Arbitri: | Peter Nurse Eduards Fatkulins Maksim Dzeikala |
| Crono:   | Pljevljak Jasenko                             |

|                                                                             |           |  |
| Bouzit 31'53'’, 38'36'’ Mossaoui 32'36'’ St. Juste 39'05'’ Attahiri 39'52'’ | Marcatori |  |

| Arbitri: | Marjan Mladenovski Maksim Dzeikala Eduards Fatkulins |
| Crono:   | Pljevljak Jasenko                                    |

|               |           |                   |
| Suton 29'35'’ | Marcatori | 21'23'’ J. Kytölä |

| Arbitri: | Maksim Dzeikala Peter Nurse Marjan Mladenovski |
| Crono:   | Pljevljak Jasenko                              |

|                          |           |                                  |
| Parente 18'58'’, 32'04'’ | Marcatori | 16'14'’ Charraoui 34'36'’ Bouzit |

| Arbitri: | Eduards Fatkulins Marjan Mladenovski Peter Nurse |
| Crono:   | Pljevljak Jasenko                                |

| |           |                                                    |
| Kalajdžić 7'06'’ Šešelj 16'12'’ Radmilović 18'50'’ (rig.), 33'57'’ Jelić 23'14'’ Kahvedžić 24'04'’, 35'17'’ Suton 28'39'’ Gosto 37'54'’ | Marcatori | 8'37'’ Bondarenko 22'42'’ Svyrydov 35'40'’ Tanskyi |

| Arbitri: | Eduards Fatkulins Marjan Mladenovski Maksim Dzeikala |
| Crono:   | Pljevljak Jasenko                                    |

|                  |           | |
| Svyrydov 13'03'’ | Marcatori | 15'33'’, 25'49'’, 26'10'’, 35'20'’ Italo 17'38'’, 18'54'’, 26'40'’ J. Kytölä 19'10'’ M. Kytölä 24'07'’ (aut.) Svyrydov |

| Arbitri: | Peter Nurse Maksim Dzeikala Marjan Mladenovski |
| Crono:   | Pljevljak Jasenko                              |

|                   |           |                                                             |
| Kalajdžić 12'58'’ | Marcatori | 9'33'’, 39'37'’ Velseboer 9'50'’ Charraoui 38'46'’ Attahiri |